# Tiken Jah Fakoly
Pour les articles homonymes, voir Doumbia.
Tiken Jah  Fakoly, de son vrai nom Doumbia Moussa Fakoly, né le 23 juin 1968 à Odienné, en Côte d'Ivoire, est un auteur-compositeur-interprète et chanteur de reggae ivoirien.

## Biographie
Tiken Jah Fakoly est né le 23 juin 1968 à Odienné, dans le nord-ouest de la Côte d'Ivoire. Bien qu'il soit issu d'une famille de forgerons, il est le descendant d'un chef guerrier, Fakoly Koumba Fakoly Daaba. C'est en découvrant la musique reggae qu'il monte son premier groupe, Djelys, en 1987. Il se fait peu à peu connaître au niveau régional puis national grâce à ses concerts,.

## Carrière
En 1998, il monte, pour la première fois, sur scène en Europe, à Paris. En 2003, il est invité par le festival Musiques Métisses à Angoulême, où il retourne en 2005.
En 2003, Tiken Jah Fakoly vit exilé au Mali, à la suite de menaces de mort,.
Il obtient la Victoire de la musique en 2003 dans la catégorie album Reggae/Ragga/World pour l'album Françafrique,.
En 2002, 2005, 2015 et 2024, il chante, lors de la Fête de l'Humanité. Lors de l'édition 2008, 50 000 personnes le suivent sur la grande scène du parc de La Courneuve. Il participe au rock dans tous ses états à Évreux, en 2005,.
Lors d'un festival de rap à Dakar, au Sénégal, en décembre 2007, Tiken Jah Fakoly demande  au Président Abdoulaye Wade de « quitter le pouvoir, s'il aime le Sénégal », il parle aussi du danger que court le pays. Tiken Jah Fakoly est déclaré persona non grata au Sénégal, à la suite de ses déclarations jugées « fracassantes, insolentes et discourtoises » par le gouvernement sénégalais. Un arrêté d'entrée et de sortie du territoire sénégalais a été pris par le ministre de l'Intérieur. Tiken Jah Fakoly quitte le pays, le lendemain. Après deux ans et demi d'interdiction de séjour au Sénégal, il est reçu par le Président Wade (le 31 juillet 2010) qui l'invite à, de nouveau, séjourner et se produire sur le sol sénégalais. Sur invitation du Festival des arts nègres, il se produit à Dakar, en décembre 2010.
En juillet 2008, il joue au festival Solidays, aux Francofolies de La Rochelle, ainsi qu'au festival Emmaüs de Pau (18 000 personnes). En juillet, il va au Paleo Festival de Nyon puis revient au Festival du bout du monde, en août.

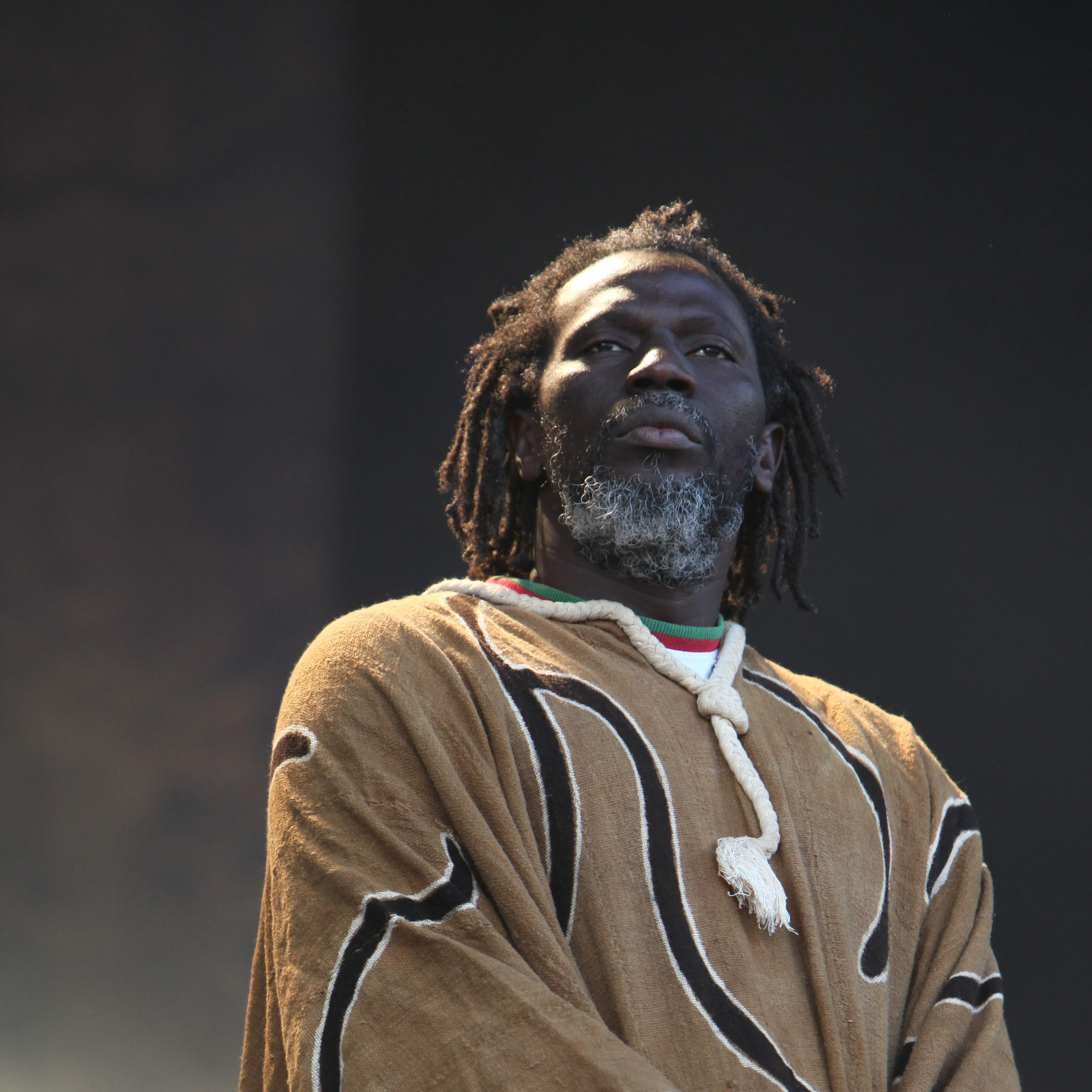
Tiken Jah Fakoly aux Eurockéennes de Belfort 2011.

En 2010, sort l'album African Revolution. En raison des événements politiques en Côte d'Ivoire et en Tunisie, Tiken Jah Fakoly lance une semaine de solidarité à Paris, du 13 au 18 juin 2011.
Le 6 mars 2013, sort le documentaire Sababou réalisé par Samir Benchikh sur la Côte d'Ivoire auquel Tiken Jah Fakoly participe activement. Ce documentaire vise à promouvoir un visage positif de l'Afrique et plus particulièrement de la Côte d'Ivoire, en montrant l'action de personnalités comme Tiken Jah Fakoly pour l'amélioration des conditions de vie en Afrique de l'Ouest (engagement en faveur de la paix, de la démocratie, lutte contre la faim, promotion de l'éducation, etc.).
En septembre 2015, le chanteur ivoirien présente Racines, un album de reprises de standards du reggae dans lequel il réalise plusieurs duos avec U-Roy et Ken Boothe.
Le 28 novembre 2015, Tiken Jah Fakoly se produit à Épinal pour un concert dont les bénéfices sont reversés pour la construction d'une école au Cameroun.
Son dixième album studio intitulé Le monde est chaud sort le 17 mai 2019. Le premier single à sortir, du même nom, est une nouvelle collaboration avec le chanteur Soprano.
Il sort un onzième album, Braquage de pouvoir, le 4 novembre 2022 .
En février 2024, il sort un nouvel album, Acoustic, y reprenant, avec sept musiciens et des instruments traditionnels d’Afrique de l’Ouest, les titres qui l’ont fait connaître : Plus rien ne m’étonne, Africain à Paris, Ça va faire mal, Ouvrez les frontières, et effectue une tournée, y invitant des amis tels que Bernard Lavilliers, M, Horace Andy ou encore Chico César.

## Distinctions
- 2000 : Prix RFI Découvertes Afrique[17]
- 2002 : 1er disque d'Or pour Françafrique[18]

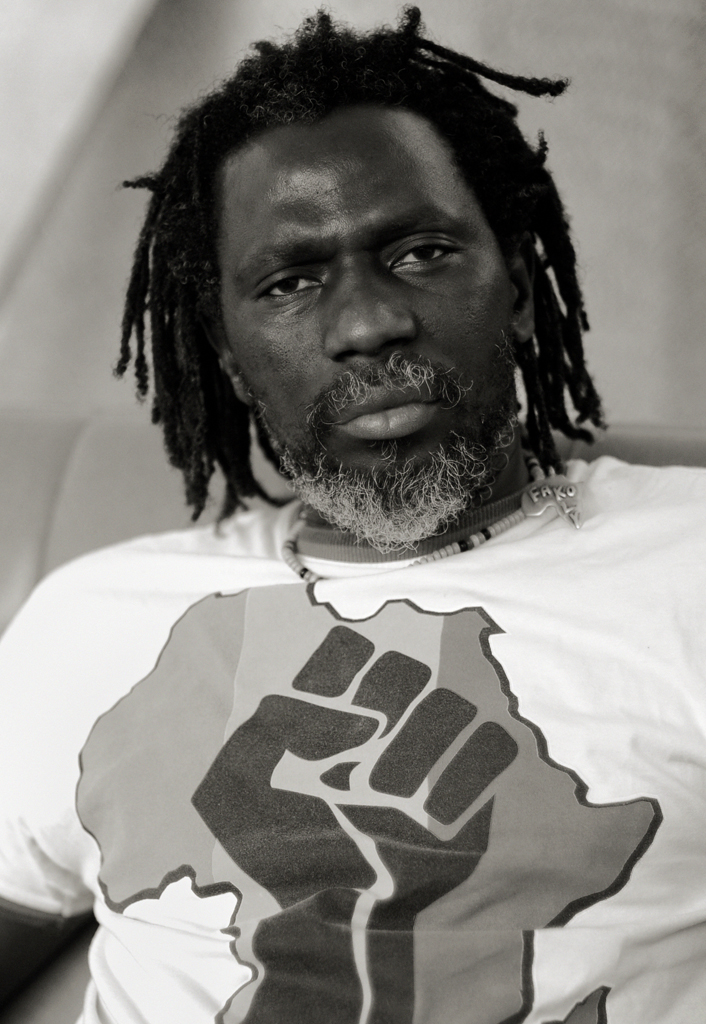

- 2003 : Victoire de la musique pour l’album Françafrique, trophée du meilleur album reggae/ragga/world des Victoires de la Musique de la chanson française[18]
- 2004 : Chevalier de l’ordre des arts et des lettres[19]
- 2004 : 2e disque d'Or pour Coup de Gueule[18]
- 2008 : 3e disque d’Or pour l'album l’Africain[20]
- 2008 : 1er prix Freemuse lors de son premier concert en Irlande au Festival of World Cultures à Dublin[21]
- 2010 : Le prix "Mohandas Gandhi'' pour la non-violence à la maison de la presse à Bamako[22]
- 2012 : Grands prix de la Sacem catégorie Grand prix des musiques du monde[23]
- 2013 : Grade d’officier de l’ordre des arts et des lettres[24]
- 2014 : 4e disque d’Or avec son album African révolution[25]
- 2016 : Victoire de l’album Reggae Africain avec l'album Racines[26]
- 2021 : Prix du meilleur artiste africain de l’année[27]

## Engagements et prises de position

### Engagement politique des chansons

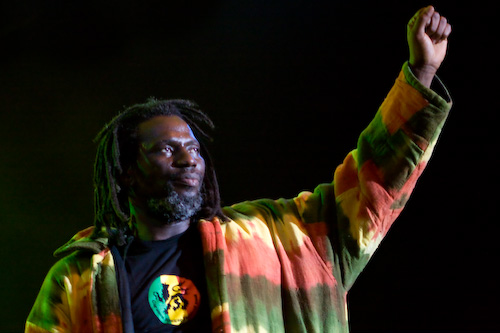
Tiken Jah Fakoly au festival Africajarc, à Cajarc (Lot), le 26 juillet 2008.

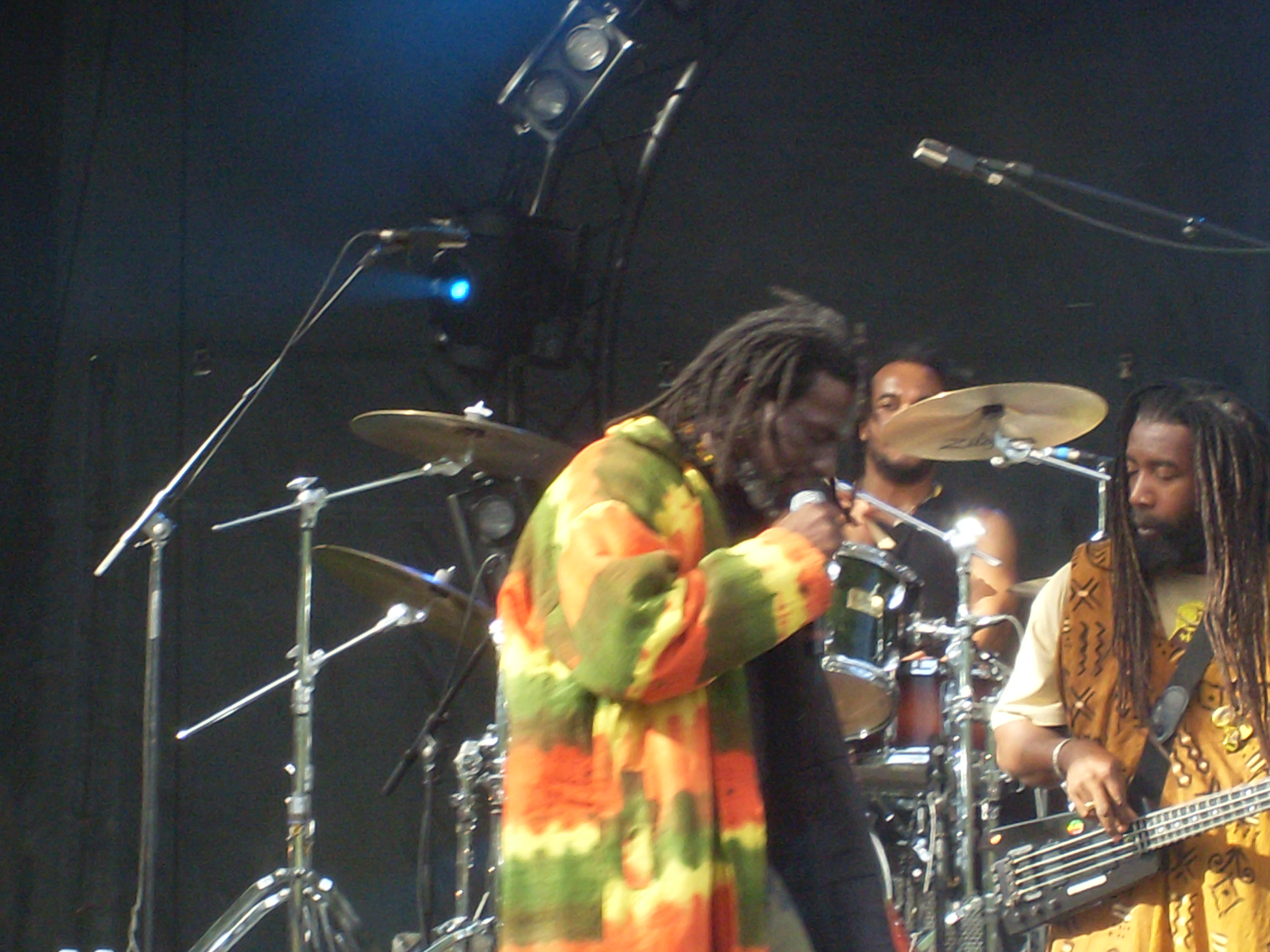
Tiken Jah Fakoly au festival Terres du Son, au Château de Candé à Monts (Indre-et-Loire), le 13 juillet 2008.

Tiken Jah Fakoly joue une musique pour « éveiller les consciences ». Les paroles de ses chansons parlent de beaucoup d'injustices que subit la population de son pays d'origine, mais aussi et surtout le peuple africain dans son ensemble. Par « musique qui éveille les consciences », Tiken Jah Fakoly explique que les peuples qui vivent sous l'oppression sont des humains, au même titre que les autres, qu'ils ont les mêmes droits que tout être humain et qu'ils ont leurs cultures et leurs valeurs.
Il voudrait que la dette des pays africains soit annulée et il est pour le mouvement altermondialiste. Il a aussi participé à des manifestations anti-G8[Quand ?]. Fakoly est un des auteurs de l'album Drop the Debt (2003), au profit de l'organisation altermondialiste ATTAC et African Consciences.
L'expression « blaguer tuer » signifie, selon l'auteur : « On nous blague veut dire qu'on fait comme si on nous aimait et pourtant d'un autre côté on nous massacre, on nous tue. Par exemple l'Armée française, venue soi-disant pour protéger la communauté internationale, est en Côte d'Ivoire simplement pour protéger les intérêts français ». 
Le chanteur est aussi préoccupé par les régimes africains corrompus : dans la chanson Le balayeur balayé, il est fait référence au putsch militaire en Côte d’Ivoire du général Robert Guéï, qui  déclarait : « Nous sommes venus balayer la maison ». Guéï fut chassé par des manifestations en 2000, après son refus de reconnaître la victoire électorale de son adversaire Laurent Gbagbo. Cependant, il s'est distancié de Gbagbo peu après. En résultent des menaces sérieuses, causes de son exil au Mali. L'année suivante, un ami comédien et militant de l’opposition est assassiné. En 2006, Tiken Jah Fakoly ouvre un studio à Bamako, le H Camara, du nom de cet ami.
D'autres chansons comme On a tout compris évoquent aussi la corruption et l'exploitation de la population par les hommes politiques en Afrique.

### Engagement en faveur de l'éducation
Tiken Jah Fakoly a lancé en 2009 une campagne intitulée « Un concert une école », campagne entièrement conceptualisée et mise en œuvre par Afrikakom au Mali. Il a déjà financé la construction d’une école dans le village de Touroni, situé à 30 km d’Odienné dans sa région natale et également un collège à Dianké au Mali (proche de Tombouctou). Tout ceci, en partenariat avec des institutions ou associations. Au cours de l’année, le chanteur a donné des concerts dans différentes capitales africaines en prônant 'L'éducation c'est la lumière' au Burkina Faso, en Côte d'Ivoire et Guinée. Les concerts ont été accompagnés par une très vaste campagne de communication en faveur de l'éducation, diffusée sur Africable, TV5, Canal+, RFI, Radio Nostalgie, les télévisions et radios locales partenaires. Considérant que « l’école est la base du développement surtout pour les jeunes filles », il  préconise de « donner les mêmes chances à tout le monde, à tous les enfants ».

### Engagement pour la promotion des figures de l'histoire africaine
Tiken Jah Fakoly a, tout le long de sa carrière, fait référence à l'Histoire comme modèle pour la jeunesse africaine. Ses opus Le Descendant, Alou MAyé ou encore Soundjata glorifient ces époques de l'Histoire africaine.
En 2015, Tiken Jah Fakoly initie, en tant que commissaire général, la première édition du Festival Historique du Manding. À Siby, à 40 km de Bamako au Mali, du 22 au 24 octobre, le chanteur propose un festival au contenu inédit : conférences historiques, théâtre, exposants, concerts géants. La première édition est un succès. L'artiste martèle que l'Histoire de l'Afrique ne se limite pas à l'esclavage et à la colonisation et propose une tribune d'expression populaire à de grands intellectuels qui se joignent à l'organisation de l'évènement. Ce festival est également l'occasion de rappeler à tous les valeurs sociales africaines.
Le leitmotiv de Tiken Jah Fakoly est : « Tant que l'Histoire sera racontée par les chasseurs, la version du lion ne sera jamais connue ».

### Promoteur de spectacles et d'évènements culturels
Depuis 2012, il organise chaque année à Odienné en Côte d'Ivoire le « Festikabadougou ». Durant l'édition 2015, face à un public de 30 000 personnes, il recommande « Mettons nos enfants à l'école parce que l'école éveille les consciences ».

## Filmographie
- Plus jamais ça réalisé par J.G Biggs
- Live à Paris, D'Abidjan à Paris (2008), édition double DVD avec live au Zénith, clips et documentaires :
  - Mon pays va mal, documentaire 50 min réalisé en 2004 par Eric Mulet et Sylvain Taillet
  - Viens voir, documentaire 52 min réalisé en 2007 par Jessy Nottola
  - Ma Côte d'Ivoire, documentaire live à Abidjan 52 min réalisé en décembre 2007 par Jessy Nottola
  - L'Afrique doit du fric, vidéoclip réalisé en avril 2006 par Jessy Nottola - voir le clip
  - Non à l'excision, vidéoclip en janvier 2007 réalisé par Jessy Nottola - voir le clip
  - Ouvrez les frontières, vidéoclip réalisé par Jessy Nottola - voir le clip
  - Bla bla, vidéoclip réalisé en juillet 2007 par Jessy Nottola - voir le clip
- Il faut se lever, vidéoclip réalisé en mai 2010 par Jessy Nottola - voir le clip
- Sababou, l'espoir, documentaire réalisé en 2012 par Samir Benchikh - Sortie au cinéma le 6 mars 2013
- 2016 : Bienvenue au Gondwana : lui-même
- « Mon Afrique va mal ? Tiken Jah Fakoly interviewé sur Thinkerview » (consulté le 11 février 2024).

## Collaborations

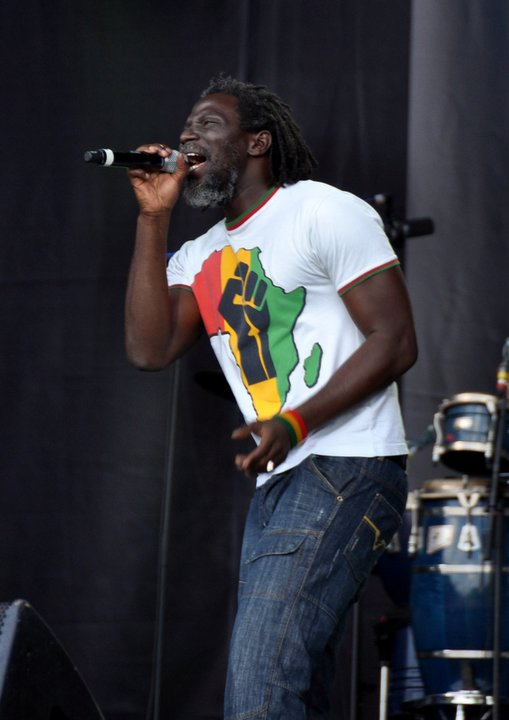
Tiken Jah Fakoly au concert pour l'égalité de SOS Racisme le 14 juillet 2011.

- 2002 : Il chante avec Yaniss Odua sur le morceau Y'en a marre de l'album Françafrique.
- 2003 : Il chante avec Dub Incorporation sur le morceau Life de leur album Diversité.
- 2003 : Il chante avec Riké sur le morceau Réveillez-vous de l'album Air frais.
- 2004 : Il chante avec Bernard Lavilliers sur le morceau Question de peau de l'album Carnets de bord.
- 2004 : Il chante avec Steel Pulse sur le morceau African Holocaust de l'album du même nom .
- 2004 : Il chante avec Positive Radical Sound, sur le morceau Quitte moi de l'album Ensemble.
- 2005 : festival Africa Live organisé à Dakar
- 2005 : Il chante avec Amadou & Mariam ainsi que Manu Chao sur le morceau Politic amagni de l'album Dimanche à Bamako.
- 2006 : Il chante avec Pierpoljak sur le morceau Si Si de l'album Je blesserai personne.
- 2006 : compilation African Rebel Music - Roots Reggae and Dancehall
- 2006 : Il participe à l'album Electric griot land de Ba Cissoko.
- 2007 : Il chante avec Idir sur le morceau Africa Taferka de l'album La France des couleurs.
- 2007 : Il chante avec Soprano sur le morceau Ouvrez les frontières de l'album L'Africain.
- 2007 : Il chante avec Akon sur le morceau Soldiers de l'album L'Africain.
- 2007 : Il chante avec Mokobé ainsi que Manu Chao, Amadou & Mariam et Fou Malade sur le morceau Politique de l'album Mon Afrique.
- 2009 : Il chante avec Les ogres de barback sur le morceau Invitation de l'album Pitt Ocha au Pays des Mille Collines.
- 2009: Il chante avec Ken Boothe sur le morceau "Is it because i'm black ?" de l'album Racines.
- 2011 : Il chante avec Magic System sur le morceau Ca va aller de l'album Toutè Kalé.
- 2011 : Il chante au sein du Collectif Paris Africa (avec la participation de 60 artistes) sur le morceau Des ricochets au profit de l'action de l'UNICEF pour les enfants de la Corne de l'Afrique[42].
- 2011 : Il chante avec Wesli sur le morceau Colonisation de l'album Liberté dans le noir.
- 2018 : Il apparaît sur le morceau Rampanpan de Soprano sur son album Phoenix.
- 2019 : Il chante avec Soprano sur son single Le Monde est chaud[43].
- 2020 : Il chante avec Tryo sur le single Les Anciens XXV sur l'album XXV.
- 2025 : Il participe à l'album Totem du collectif Lamomali.